# Дневник Элен
Дневник Элен — армянский молодёжный драматический сериал. Премьера состоялась на канале «Шант Премиум» 18 сентября 2017 года, сериал был закончен 1 августа 2019 года.
Большая часть сериала снималась в Ереване.

## Сюжет
Сюжет сериала посвящен отношениям четырёх персонажей: Элен, Макса, Сары и Левона. Они ходят в одну школу. Элен и Левон — новички. В школе их ждут различные испытания. Отношения Левона и Макс натянуты с самой первой встречи, но они не знают, что их ждут новые сюрпризы в будущем. Элен, которая находится в приюте в последний год подросткового возраста, усыновлена одним из друзей её отца, который оказывается отцом Макса. Когда Элен узнала об этом, они договорились с Максом никому об этом не рассказывать, включая его, Левона и Сару. Но со временем лёд между ними тает, и в конце концов они влюбляются. Точно так же устроена жизнь Леона и Сары. Вместе с историей любви этих персонажей отношения других людей — Мариам и Зори, Роба и Изы, Давида и Лизы, Дженни и Саш — развиваются вместе с их личными семейными отношениями.

## В ролях
- Инна Ходжамирян — Элен[1]
- Эдгар Игитян — Макс
- Сисиан Сепанян — Леон
- Маринка Хачатрян — Сара
- Мика Капланян — Зори
- Асмик Ходжян-Мариам
- Давид Акопян — Дед Гурген
- Бен Аветисян — Мика
- Ирина Айвазян — Анушик
- Мариам Адамян — Лиза
- Мурад Надирян — Давид
- Эмма Сапунджян — Инесса
- Варужан Маргарян — Арсен
- Лидия Орлова — Дженни
- Каро Оганесян — Саш
- Жанна Велицян — Анна
- Давид Акопян — Авет
- Лия Захарян — Иза
- Погос Гюрджян — Роб
- Нелли Херанян — Мари Арсеновна
- Гагик Мадоян — Вардан
- Мэри Еремян — Сона
- Оля Акопян — Вика
- Георгий Чулян — Мко
- Овак Галоян — Арто Максимыч
- Давид Агаджанян — Арам[3]
- Анеля Губрян — Ани
- Тат-Саргсян — Ева
- Эрвин Амирян — Сурен
- Тигран Алтунян — Григ